# Souměř
Souměř (deutsch: Zummern) ist ein Ortsteil der Minderstadt Stráž (Neustadtl) im Okres Tachov in Tschechien. Es liegt etwa einen Kilometer nordwestlich von Stráž an der Úhlavka (Aulowa, Walk-, o. a. Mühlbach) in einer Höhe von 470 m ü. M. Die Katasterfläche beträgt 401 ha.

## Geschichte
Die Schreibweise des Ortsnamens wechselt zwischen Sumyers, Sumyrz, Soumierz, Sommer, Zumber schließlich ab 1590 zu Zummer. 1788 hat sich der Name Zummern durchgesetzt. Dieser wurde als Souměř in die tschechische Sprache übersetzt. Der Name soll von Säumer bzw. Saumtier abgeleitet sein, da der Ort an einem alten Saumweg liegt, der von der Landesgrenze nach Stráž führt.
„Soumierz“ 1380 wurde erstmals im Jahre 1380 urkundlich erwähnt. 1497 überließ König Vladislav II. das Pfraumberger Lehnsgut mit Dorf, Hof und Feste dem bisherigen Lehnsinhaber, dem Schwanberger Burggraf Lorenz Wiedersperger von Wiedersperg als Erbbesitz. Dessen Sohn Georg „auf Zummern“ verkaufte den Besitz bereits vor 1509 an seinen Verwandten Kaspar Wiedersperger von Wiedersperg. Wahrscheinlich wurde der Erbverkauf von den Schwanbergern nicht anerkannt, denn im Teilungsvertrag von 1548 erhielt Adam von Schwanberg die Lehnshoheit über Zummern. Auch im Urbar von 1591 wurde das Gut „Zumber“ wieder als Pfraumberger Lehen beschrieben. In der Folge kam Zummern durch Verkauf innerhalb der Familie zur Herrschaft Haid, die eine Nebenlinie der Schwanberger innehatte. Johann Wilhelm von Schwanberg, der letzte seines Geschlechts aus der Haider Familienlinie, verkaufte die Herrschaft Haid 1650 an den Generalmajor Sigismund Friedrich von Götzen ((1622–1661)).
1720 gelangte die Grundherrschaft, zu der das Dorf Zummern gehörte, an die aus Süddeutschland stammenden Fürsten von Löwenstein. Wahrscheinlich anstelle der alten Feste war hier ein Meierhof als Vierseithof errichtet worden zu dem 149,4 ha Grund gehörten. Nach der Aufhebung der Patrimonialherrschaften bildete Zummern/Souměř ab 1850 eine Gemeinde im Gerichtsbezirk Pfraumberg und Pilsner Kreis. Ab 1868 gehörte die Gemeinde zum Bezirk Tachau. Im Zuge einer Bodenreform der Ersten Tschechoslowakischen Republik wurde Fürst Aloys zu Löwenstein-Wertheim-Rosenberg als Großgrundbesitzer gezwungen, seinen Besitz in Westböhmen zu verkleinern. Anfang der 1930er Jahre kam es zum Verkauf des Zummerer Meierhofes, mit den meisten der dazugehörigen landwirtschaftlichen Flächen, an den Opernsänger Zdeněk Dvořák. Der Obere- und der Untere-Himmelweiher, das Ödland Zimmetberg und ein Waldstück bei der Neumühle blieben im Besitz des Fürsten. Beim Zensus von 1921 lebten in den 47 Häusern der Gemeinde 245 Personen, davon 239 Deutsche.

Der nicht mehr erhaltene Meierhof wurde an der Stelle der 1497 erwähnten Feste errichtet
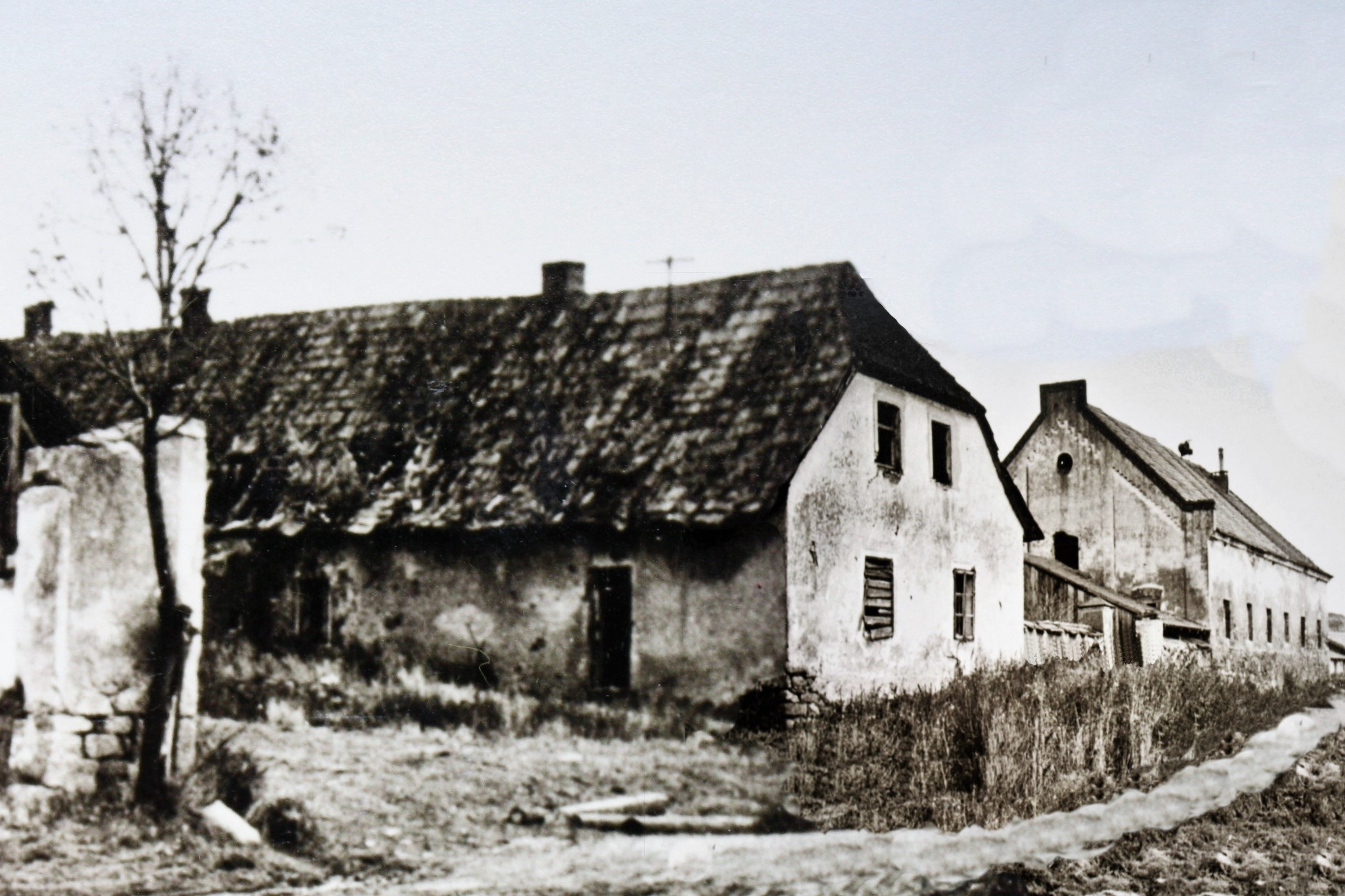
Meierhof (ca. 1960)
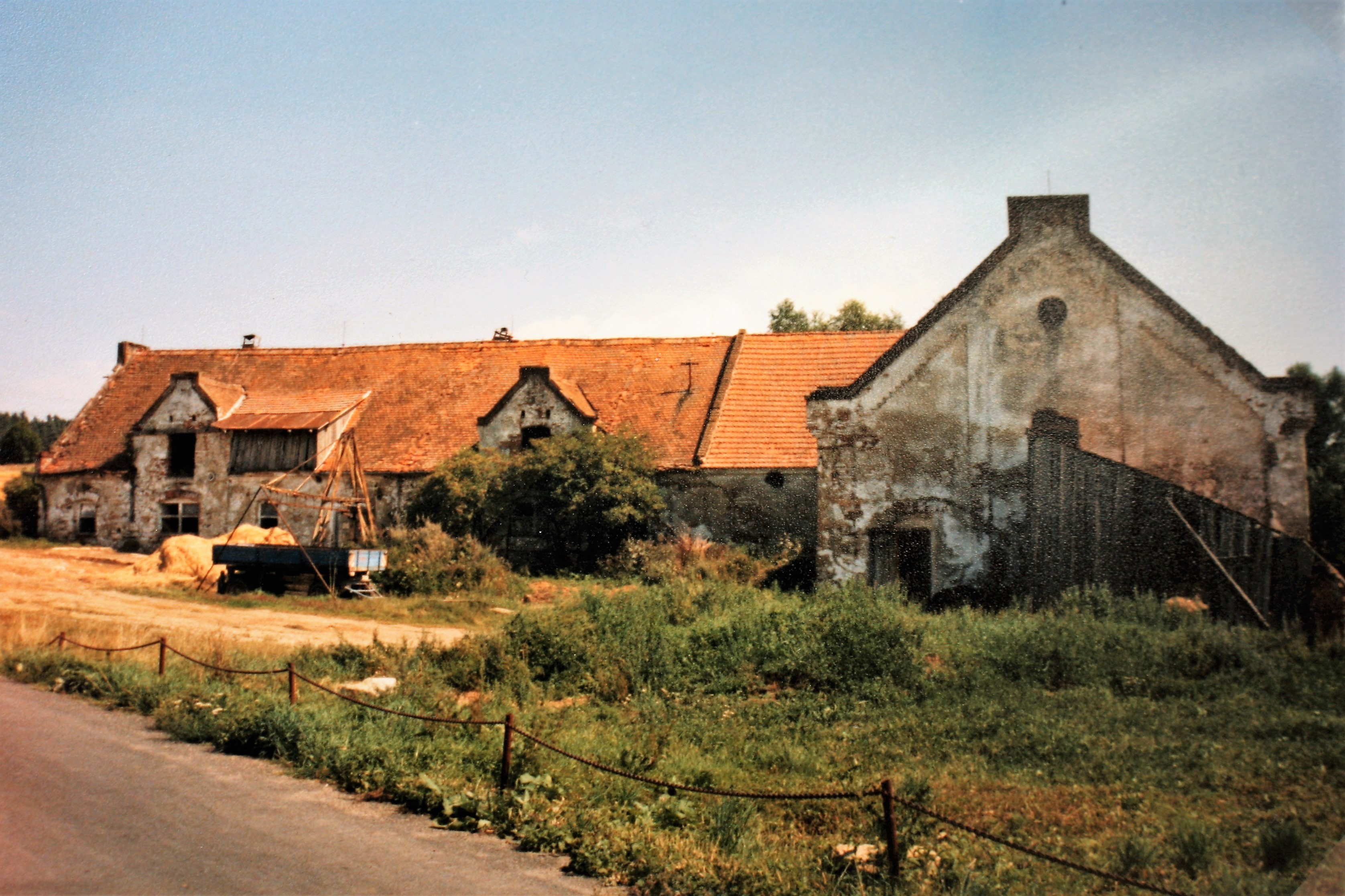
Stallungen des Meierhofes (1988)
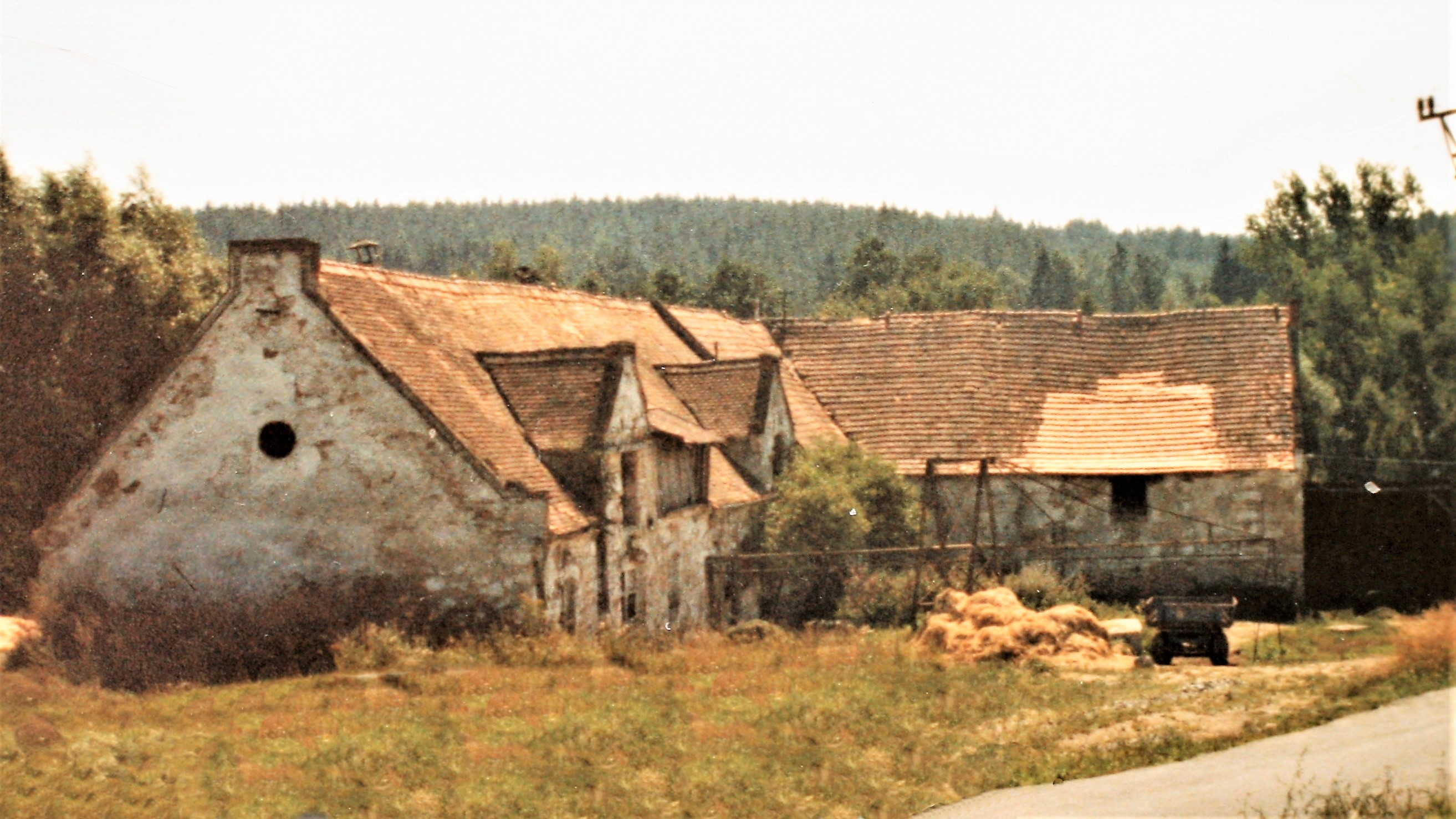
Stallungen des Meierhofes (1988)
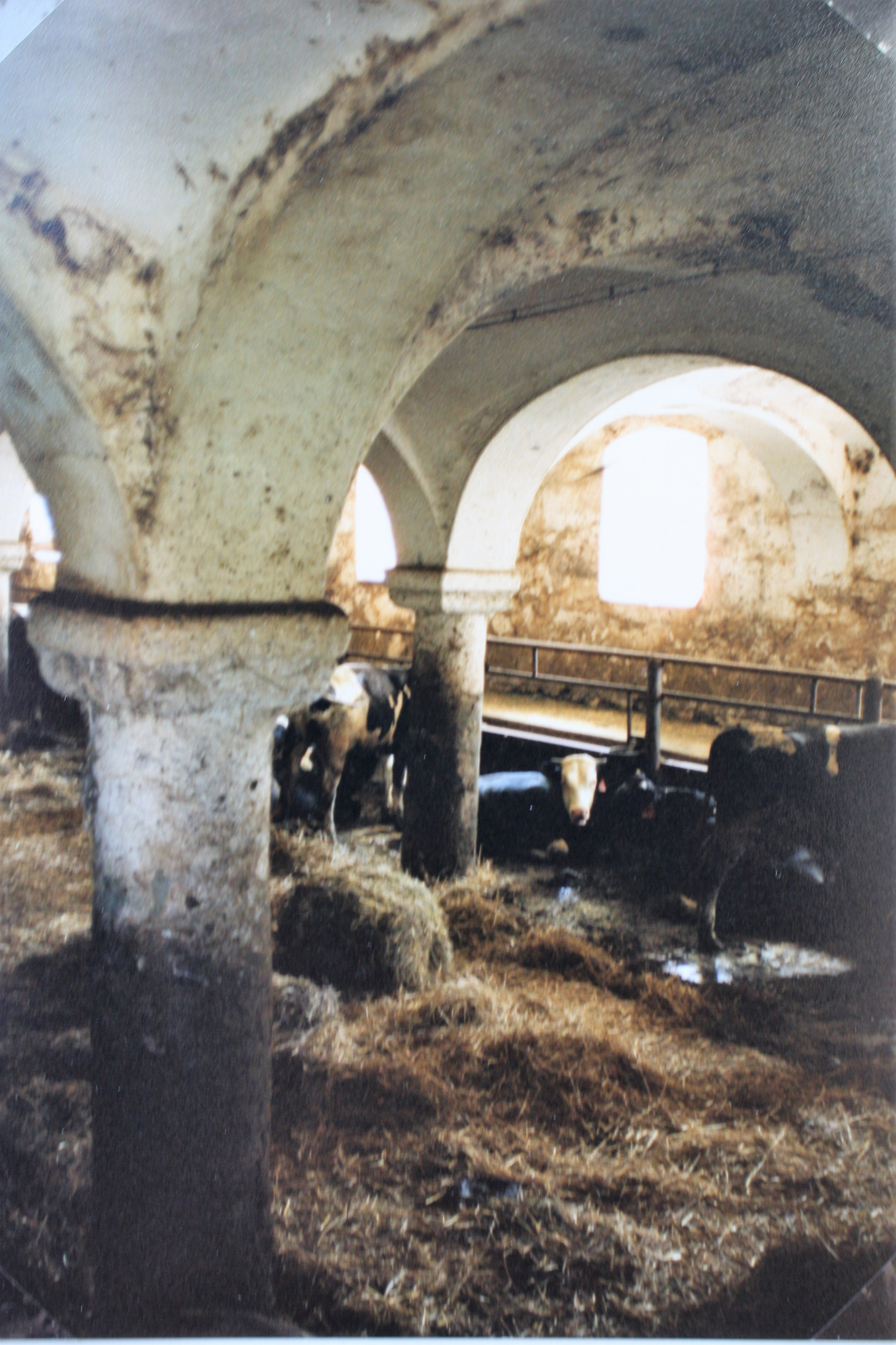
Schafstall des Meierhofes (1988)

1938 wurden die deutsch besiedelten Randgebiete, das sogenannte Sudetenland, der 1918 aus Teilen der zerschlagenen Doppelmonarchie Österreich-Ungarn gegründeten Tschechoslowakei, durch das Münchner Abkommen dem Deutschen Reich zugeschlagen. Bis 1945 gehörte Zummern zum Landkreis Tachau. Bei Kriegsende geriet Souměř / Zummern am 4. Mai 1945 unter heftigen Artilleriebeschuss der U.S. Army und wurde am 5. Mai eingenommen. Bei diesen Kämpfen fielen ein amerikanischer und zwei deutsche Soldaten. Außerdem starben durch den Beschuss, vor dem Haus Nr. 1, auch zwei schlesische Flüchtlingskinder. Neben drei Häusern gerieten auch fünf Scheunen in Brand.
Nach dem Zweiten Weltkrieg wurde auf der Basis der Beneš-Dekrete, ab September 1945 die gesamte Einwohnerschaft, bis auf eine deutsche Familie und eine Slowakin, entschädigungslos in verschiedene Besatzungszonen nach Deutschland vertrieben. Parallel dazu wurde der Ort mit tschechoslowakischen Neubürgern aus anderen Landesteilen besiedelt. Im Herbst 1946 war der Bevölkerungsaustausch abgeschlossen.
Die Neubesiedlung dieser landwirtschaftlich geprägten Gegend gelang, wie an vielen anderen Orten des entvölkerten Sudetenlandes, nur unvollständig. Dies bewirkte, in Kombination mit dem kommunistischen System der Nachkriegs-Tschechoslowakei, einen massiven Niedergang der ehemaligen Dorfstruktur.
Bis 1945 gab es in Zummern 26 selbstständige Bauern mit einem Grundbesitz von fünf bis 20 ha, die übrigen Bewohner waren meist Häusler mit einem Grundbesitz unter fünf ha. Im Ort gab es zwei Gasthäuser (Haus Nr. 1 und Nr. 42), einen Kaufladen (Haus Nr. 22), eine Dorfschmiede und ein Gemeindehaus (Haus Nr. 37). Es existierten vier Mühlen: Die Neumühle (Nr. 40) mit Sägewerk, die Böhmischmühle (Nr. 39), die Dorfmühle (Nr. 23) und die Klementmühle (Nr. 41). Außerdem gab es noch einen Mühlenbauer- und Schreinerbetrieb (Haus Nr. 54).
Nach 1951 war die Zahl der bewohnten Häuser von 47 auf 17 gesunken. Mehrere unbewohnte Häuser und Gehöfte zerfielen und wurden nach und nach abgerissen. Neben der Dorfmühle, der Böhmischmühle und der Klementmühle ereilte dieses Schicksal auch den oben erwähnten Meierhof. Nachdem bereits in den 1960er Jahren ca. die Hälfte des Hofes abgerissen war, wurde ein Teil der Stallungen noch bis zum Ende der 20. Jahrhundert als Kuhställe genutzt, bevor auch diese verschwanden. 1961 wurde Souměř nach Stráž eingemeindet.
Die landwirtschaftlichen Flächen wurden in kommunistischer Zeit genossenschaftlich bewirtschaftet. In den 1970er Jahren entstand hier eine Pelztierfarm. 2009 wurde diese, aufgrund von eklatanten Missständen die eine Tierschutzorganisation aufgedeckt hatte, geschlossen.

## Bevölkerungsentwicklung
| Jahr        | 1869 | 1880 | 1930 | 1950 | 1991 | 2011 |
| Einwohner   | 234  | 240  | 244  | 165  | 26   | 50   |
| Wohngebäude | 47   | 48   | 47   | 40   | 18   | 19   |

Historisch
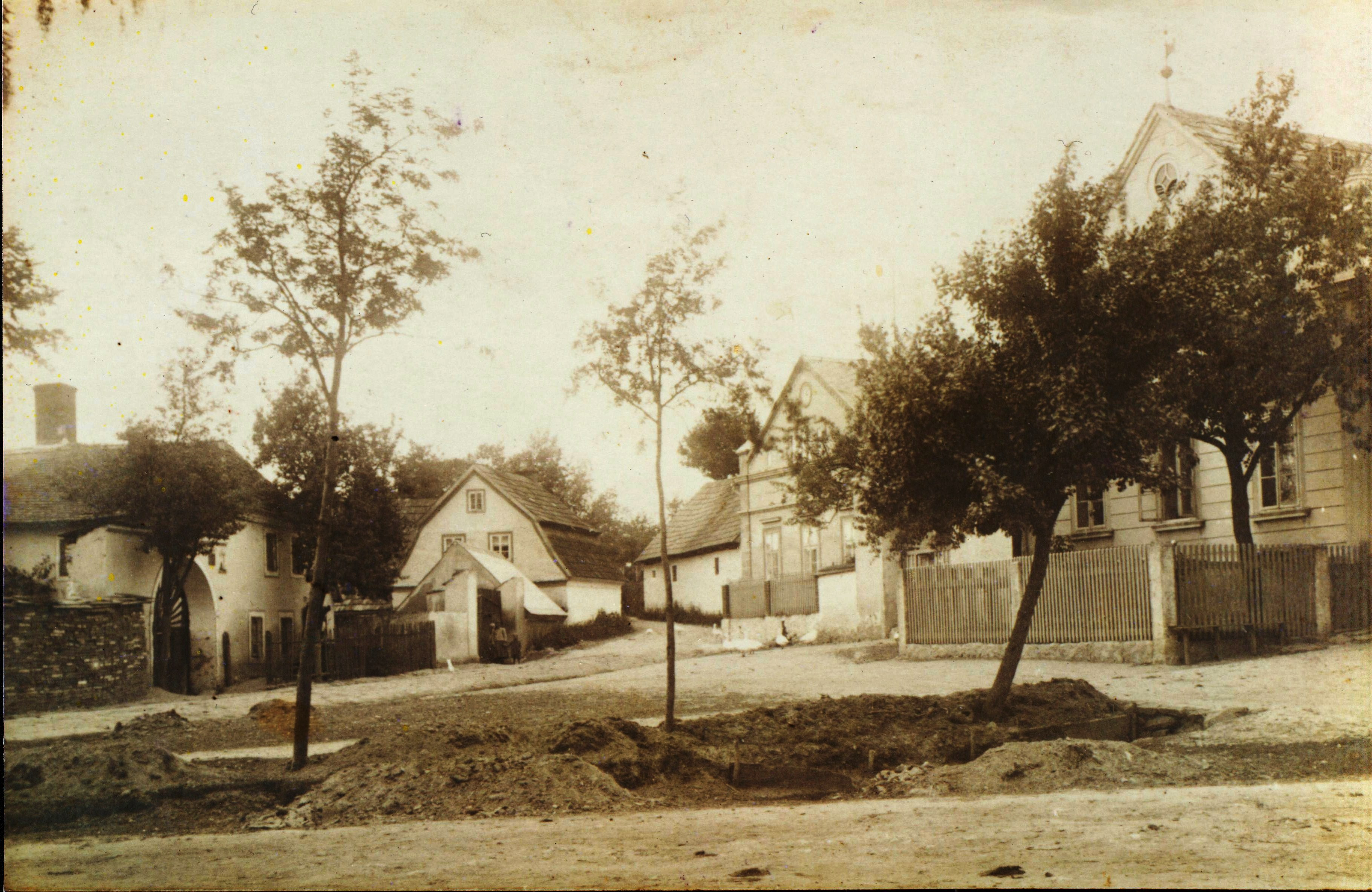
v. li. n. r. Haus Nr. 22, Haus Nr. 23 Dorfmühle, Haus Nr. 25, Haus Nr. 26, Haus Nr. 27 (ca. 1920)
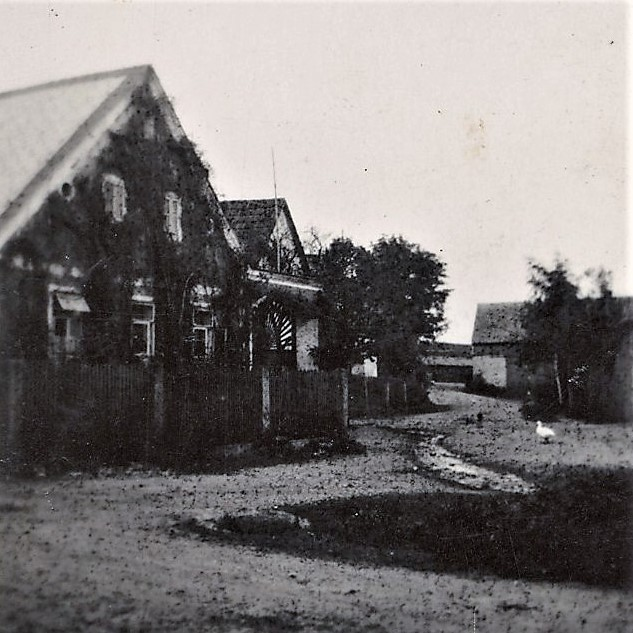
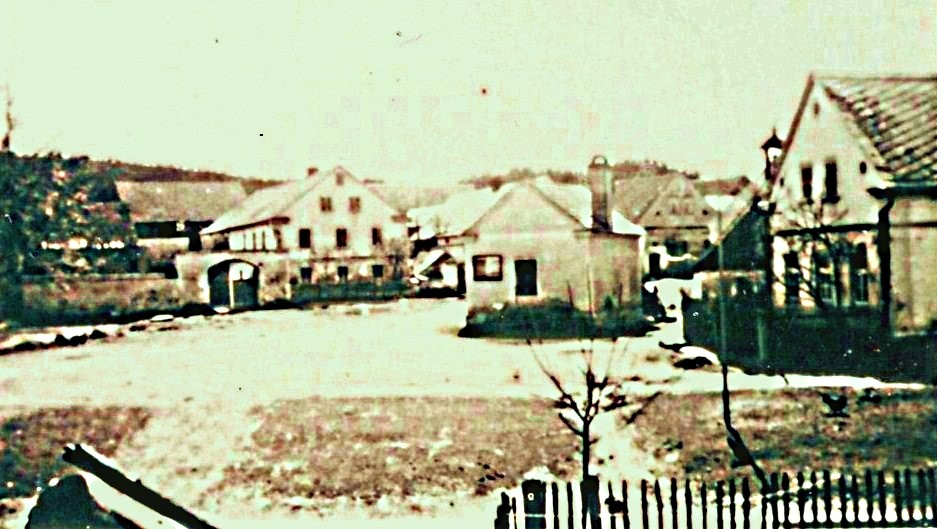
Ortsmitte mit Dorfschmiede (ca. 1930)
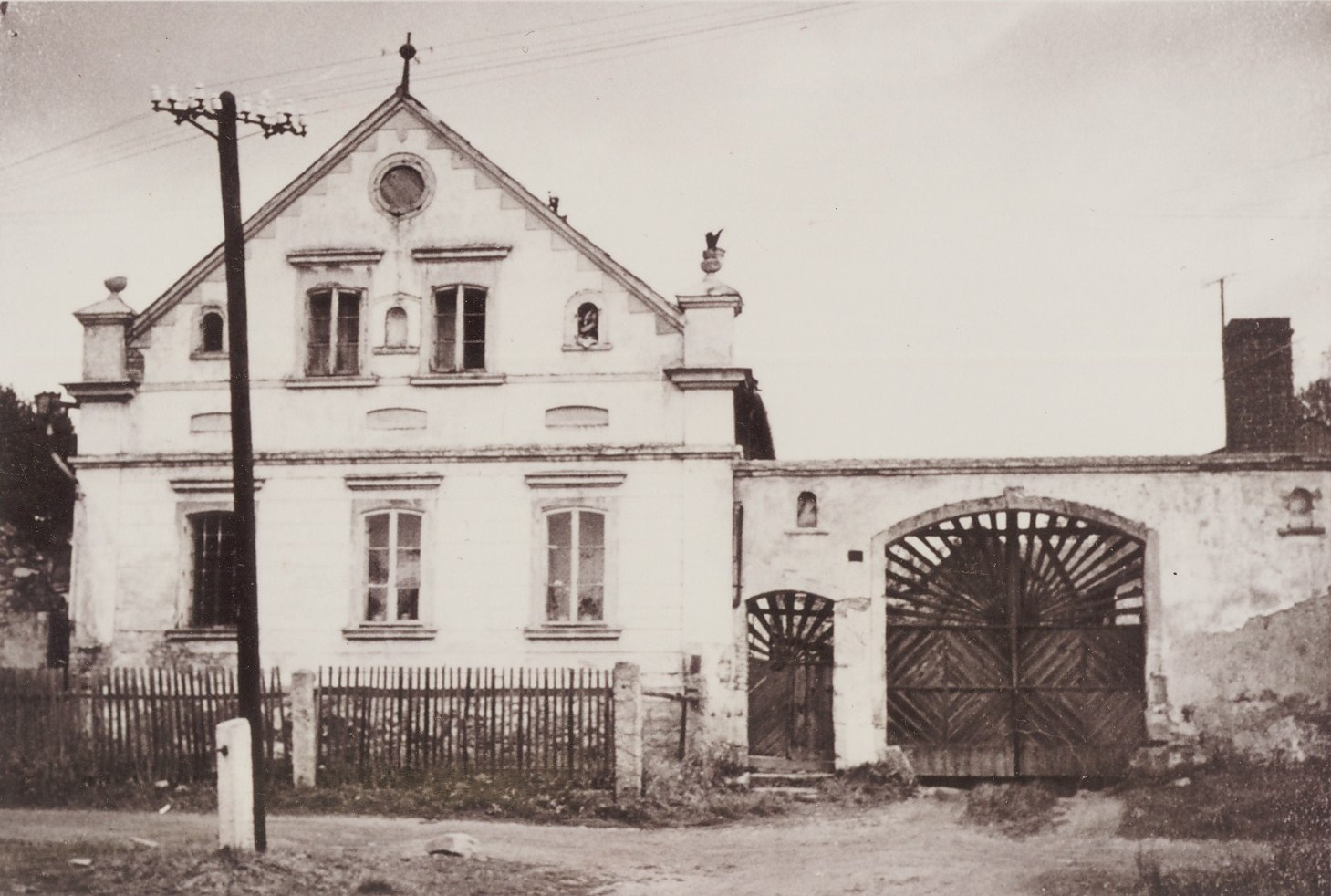
Haus Nr. 27 ehemaliges Bauerngehöft (ca. 1965)
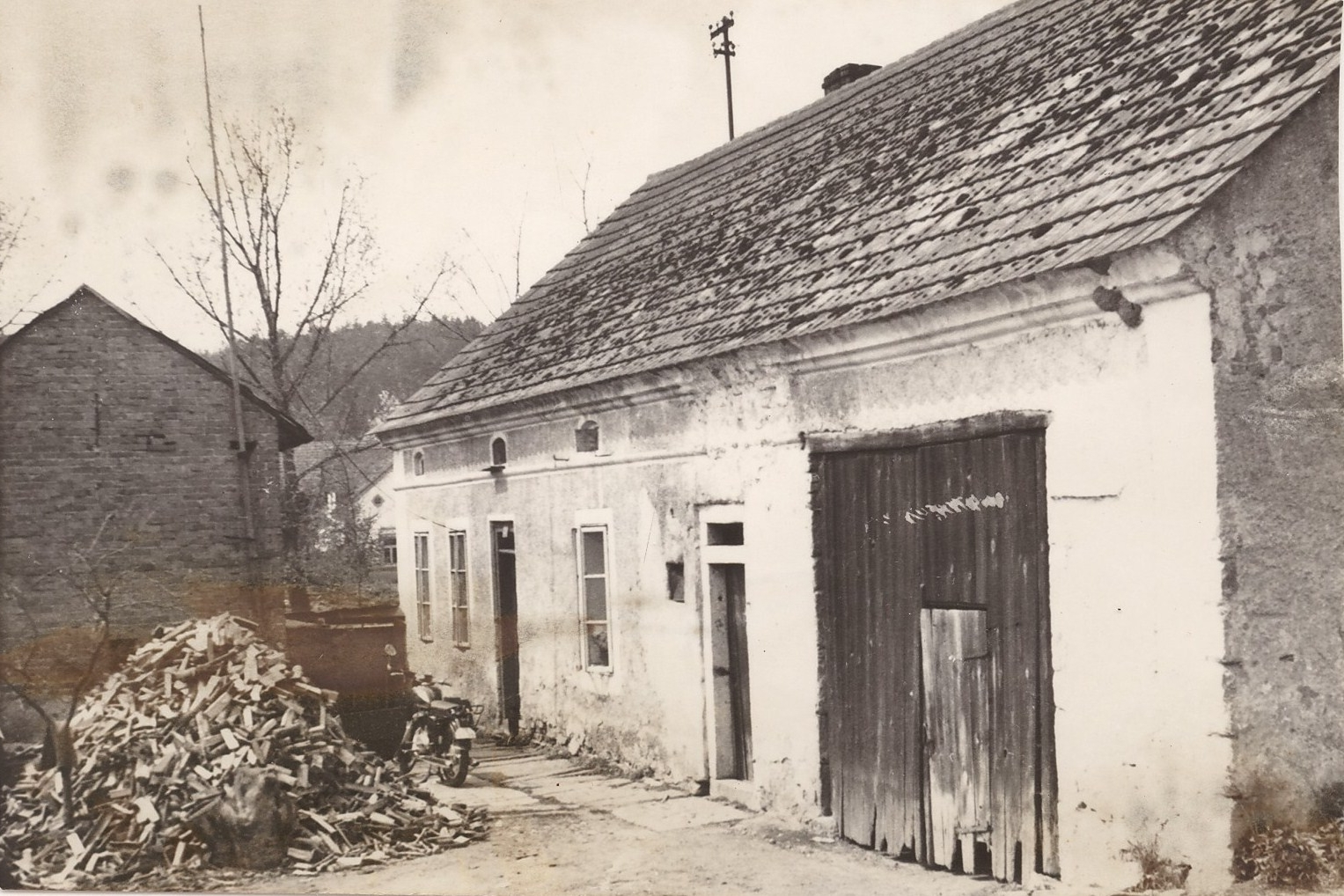
Haus Nr. 51 typisches Häuslerhaus (ca. 1965)
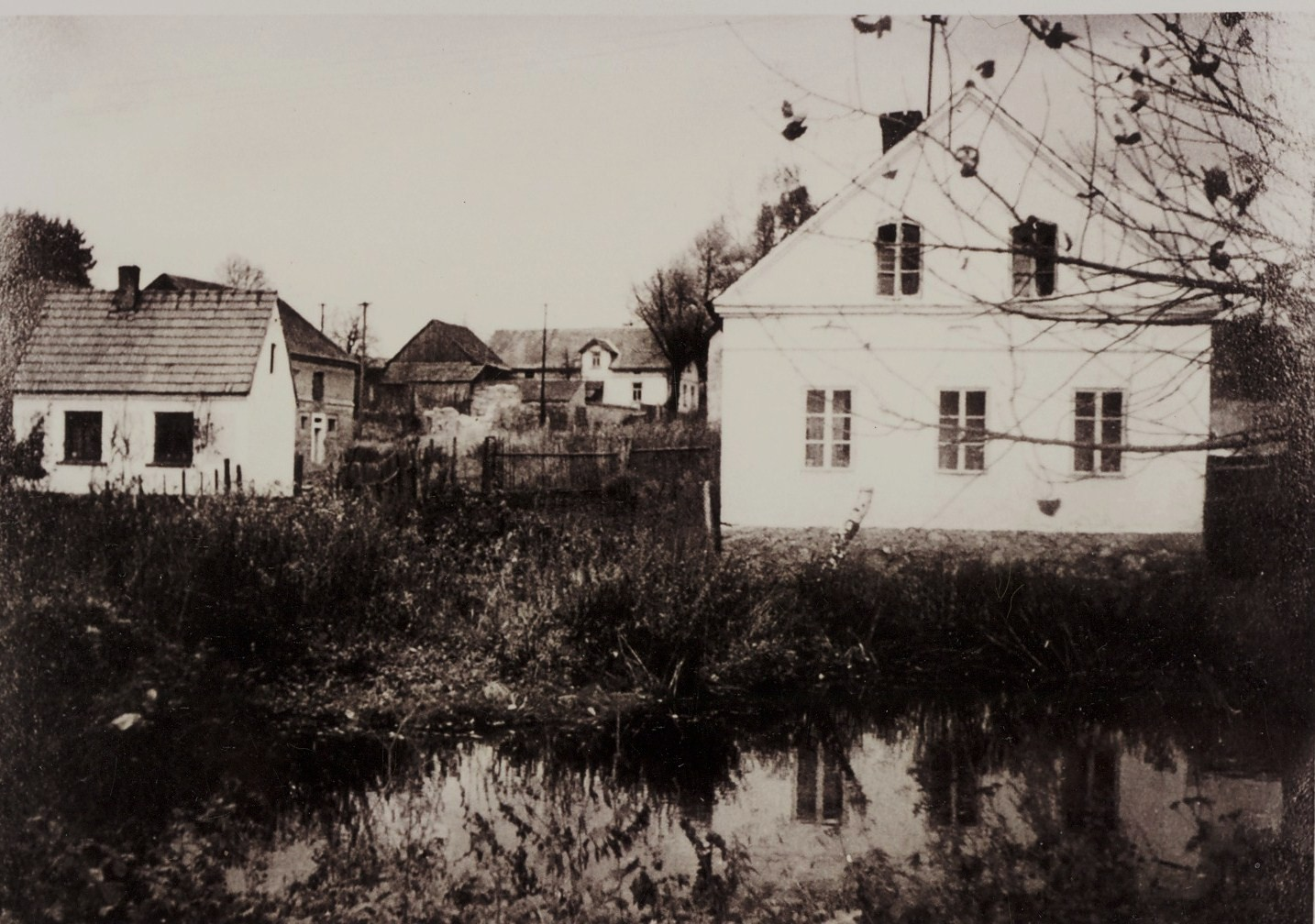
Links Behelfsheim für Kriegsflüchtlinge; rechts Haus Nr. 51 (ca. 1965)

Ortsbild
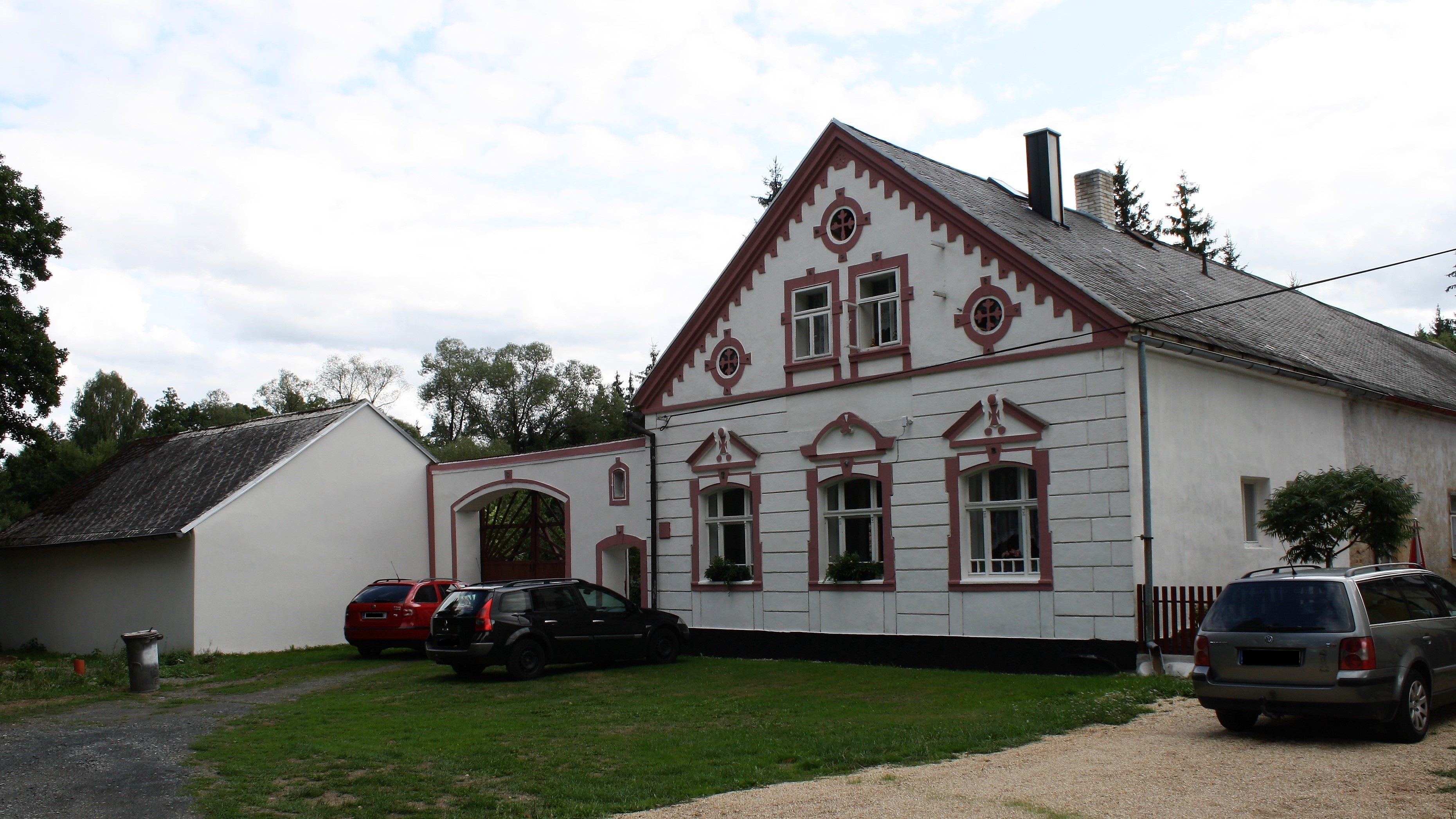
Nr. 1 bis 1945 Gasthaus
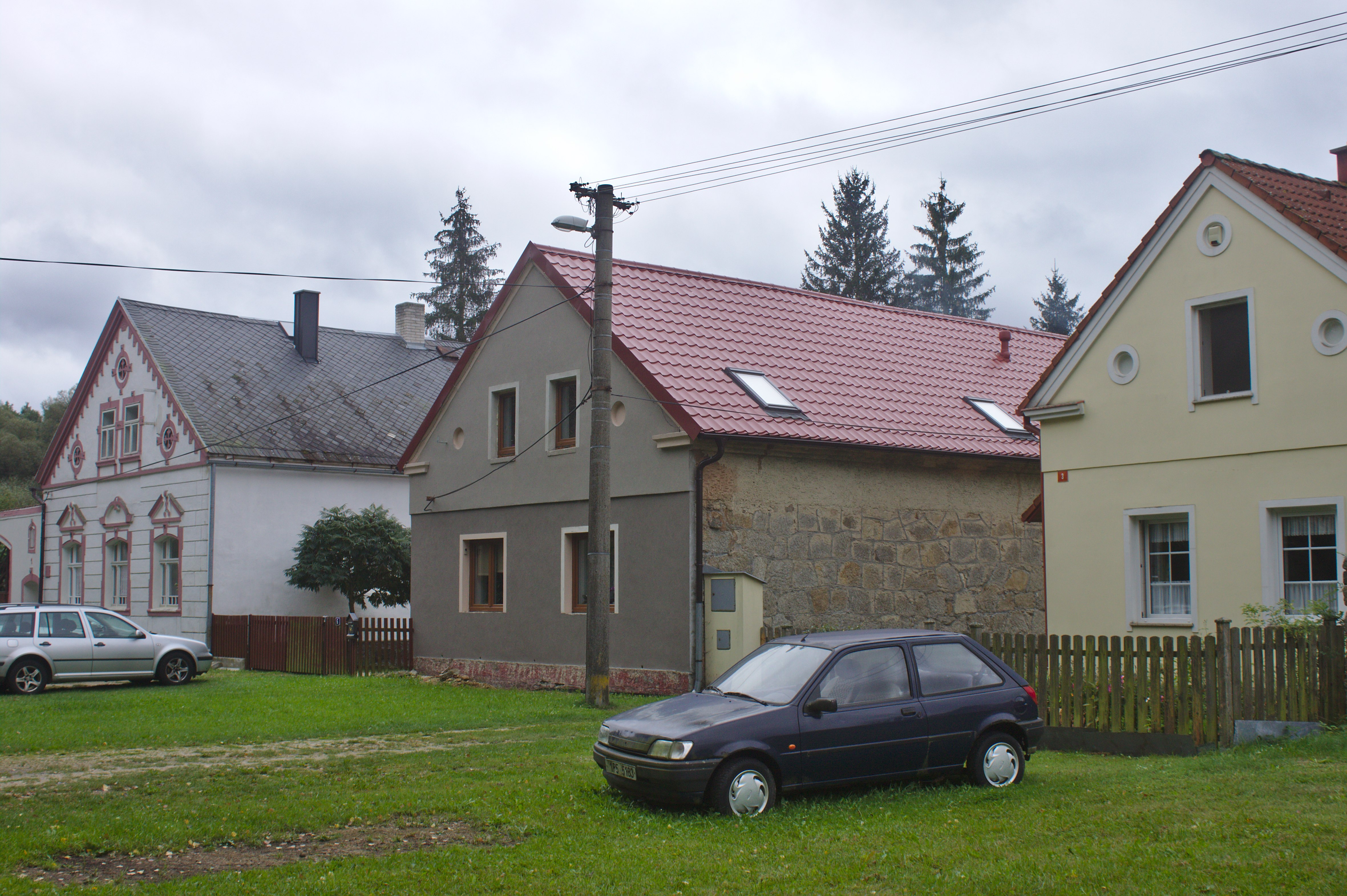
Haus Nr. 1, Nr. 2 und Nr. 3
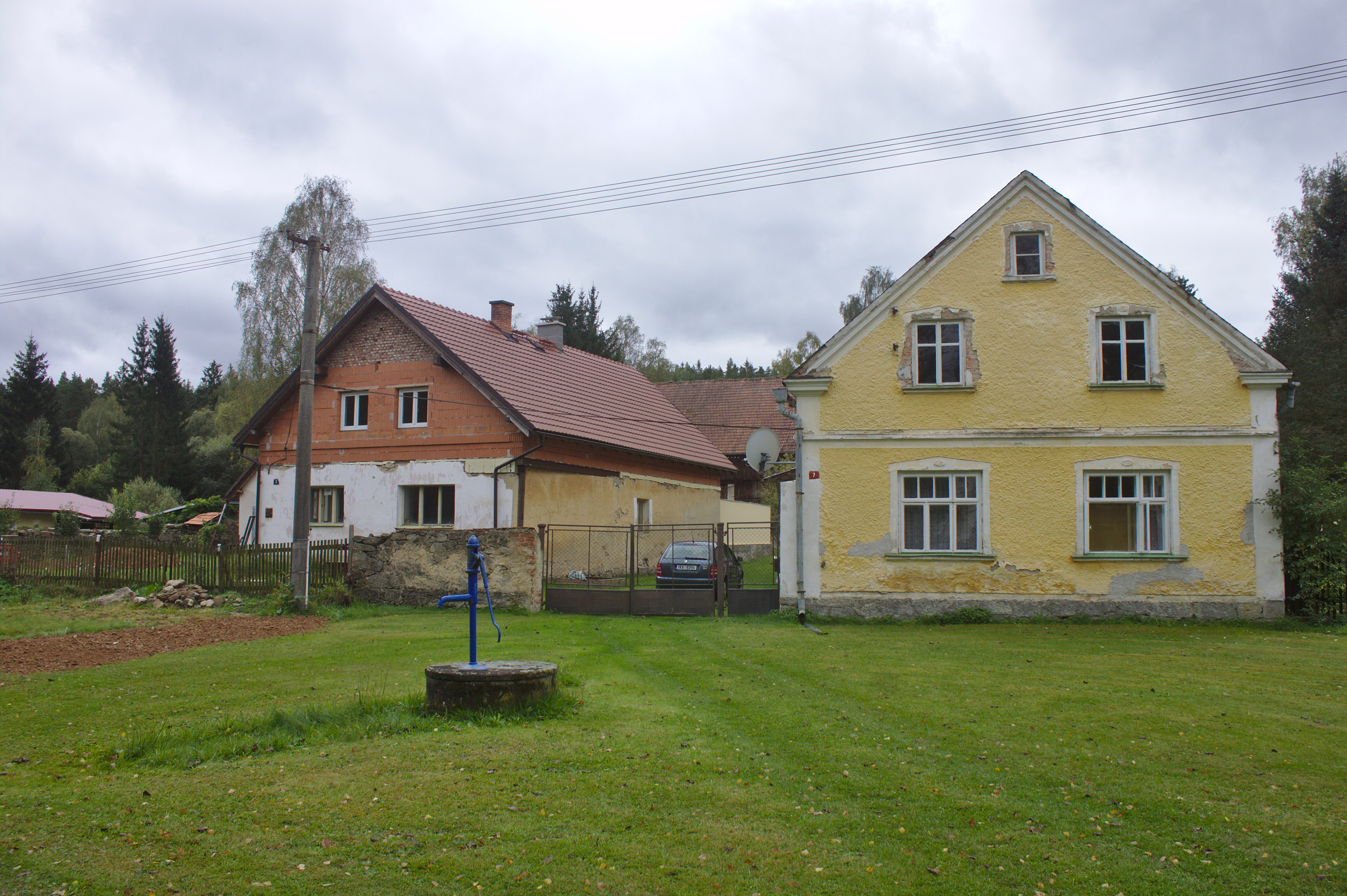
Haus Nr. 5 und Nr. 7 mit Dorfbrunnen
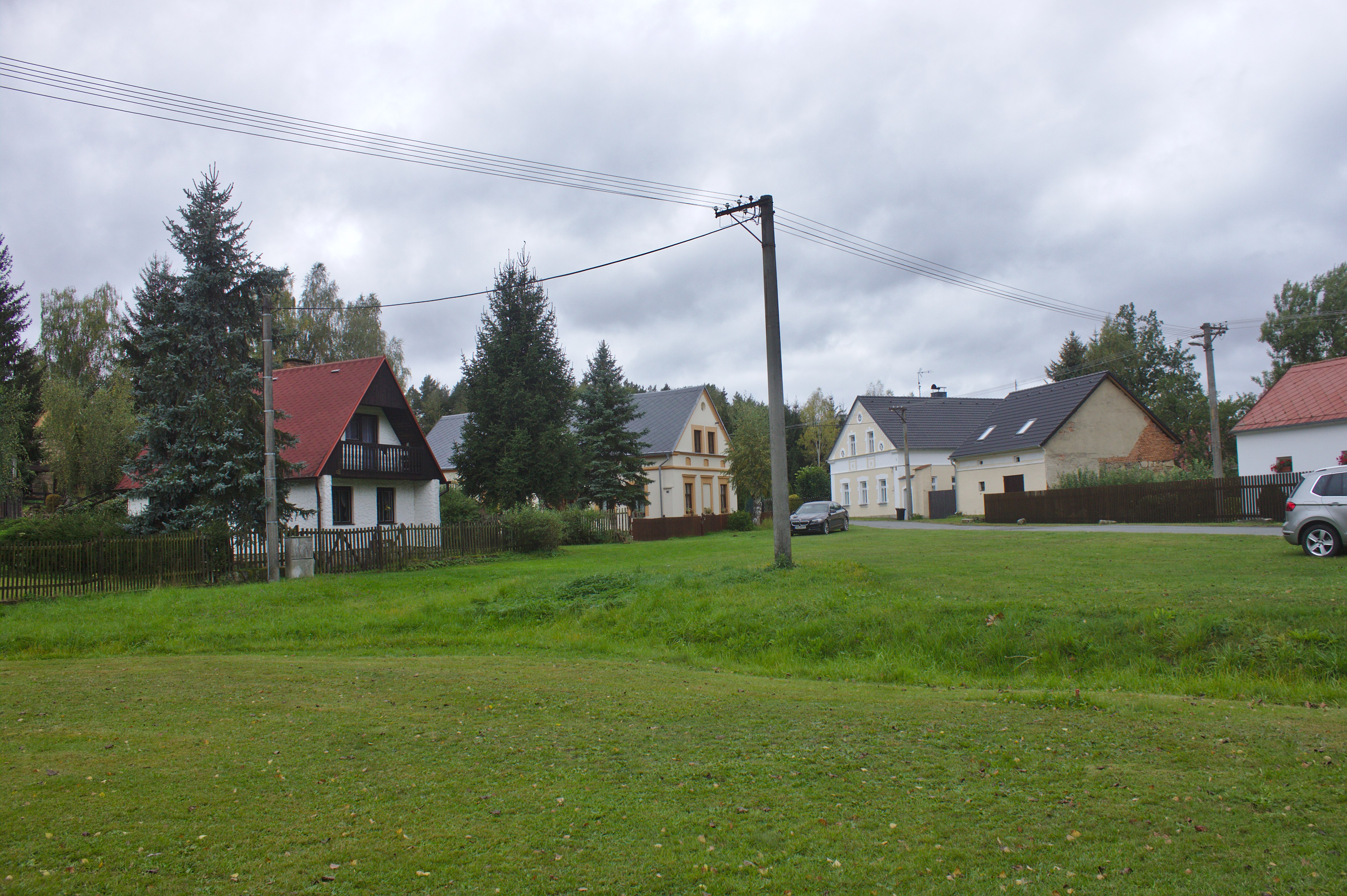
Haus Nr.?, Nr. 10, Nr. 15
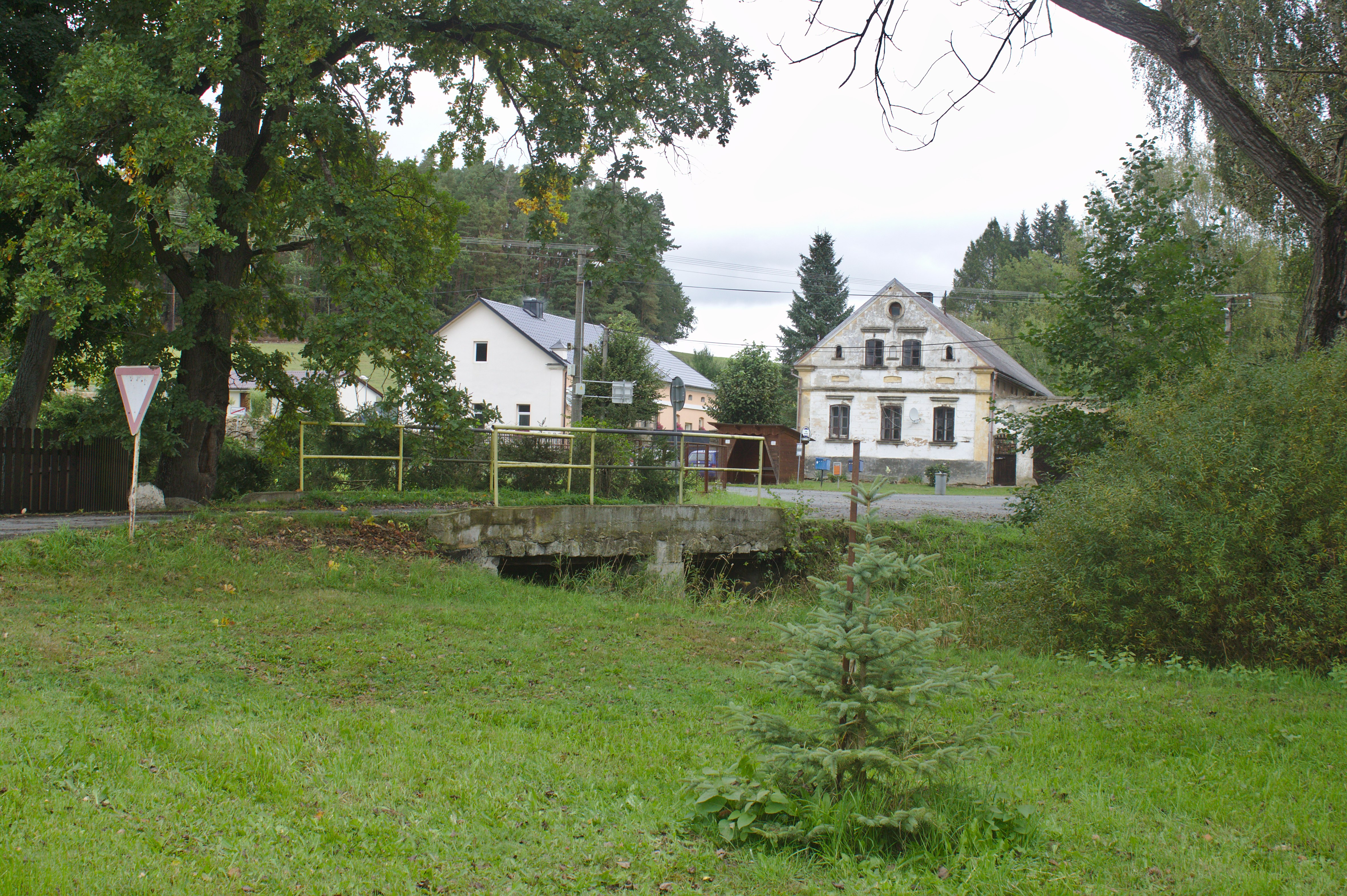
Haus Nr. 26 und Nr. 27 Brücke über die Úhlavka / Mühlbach
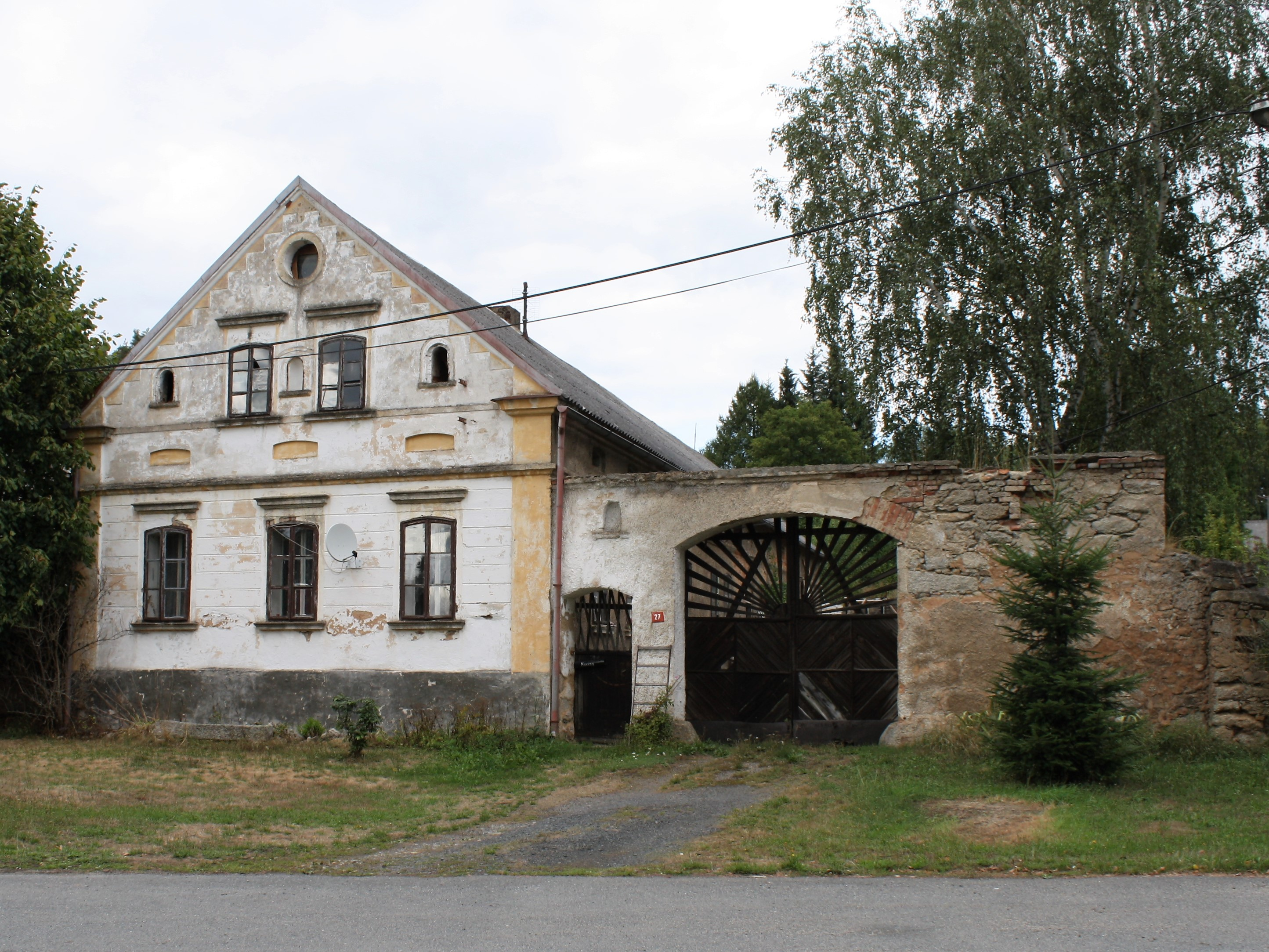
Nr. 27 ehemaliges Bauerngehöft
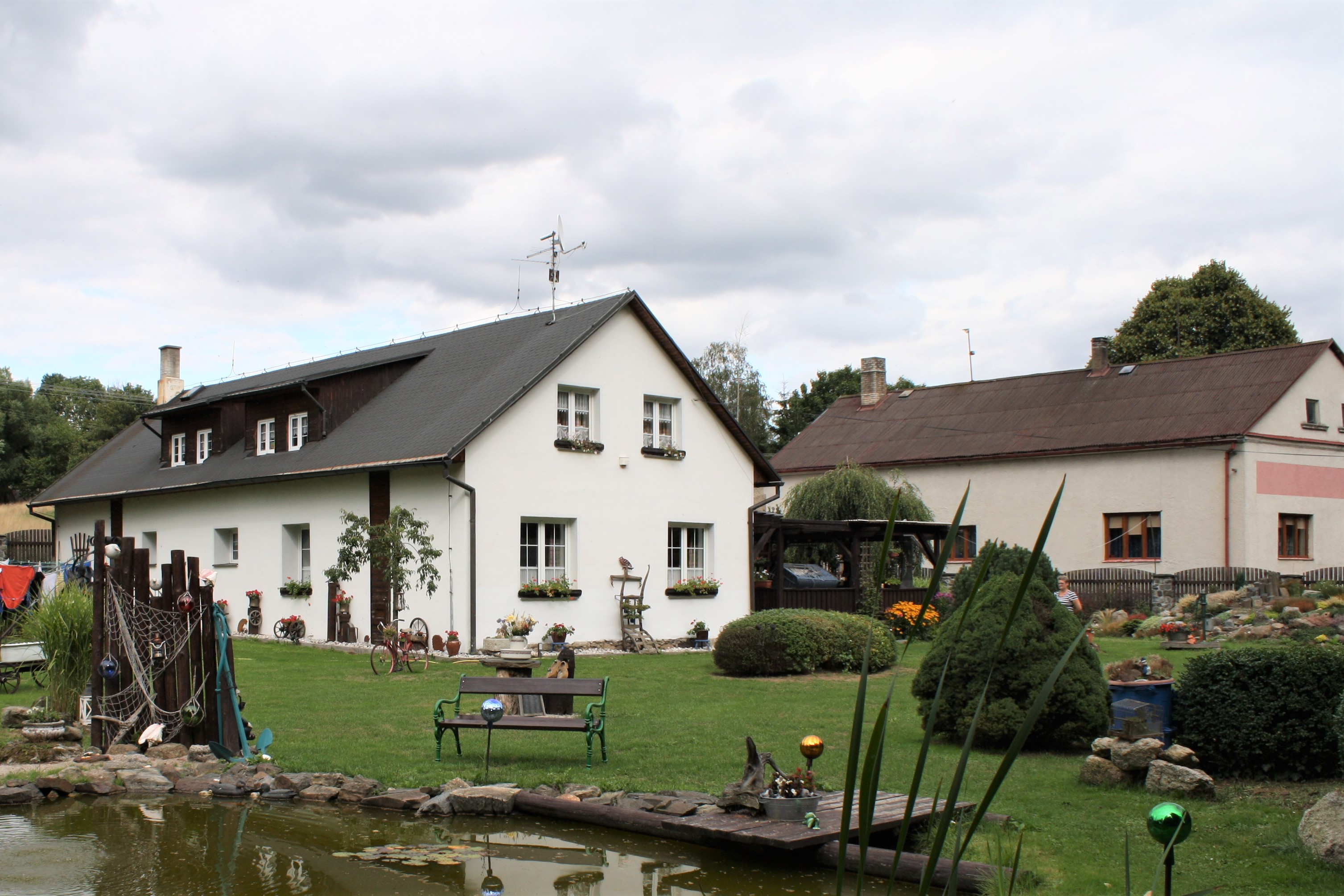
Haus Nr. 51, Nr. 42 bis 1945 Gasthaus

## Ortsgliederung
Zu Souměř gehört die Einschicht Nový Mlýn (Neumühle). Die ehemalige Mahlmühle existiert nicht mehr aber nach wie vor befindet sich auf dem Gehöft ein Sägewerk. Der Ortsteil bildet einen Katastralbezirk.

## Kulturerbe
- Östlich des Dorfes in der Nähe des Waldes in Richtung Stráž liegen die Überreste eines der ältesten jüdischen Friedhöfe in Böhmen. Der 1330 gegründete Friedhof diente den Juden von Stráž / Neustadtl und Umgebung als Jüdische Begräbnisstätte. Eine weitgehende Zerstörung erfolgte durch die Nationalsozialisten.[15] Der Vandalismus setzte sich auch in der sozialistischen Ära der Tschechoslowakei fort. Erst im Jahr 2009 wurde der Friedhof von der deutschen Aktion Sühnezeichen gereinigt. 34 wiedergefundene Grabsteine wurden aufgerichtet.[16]

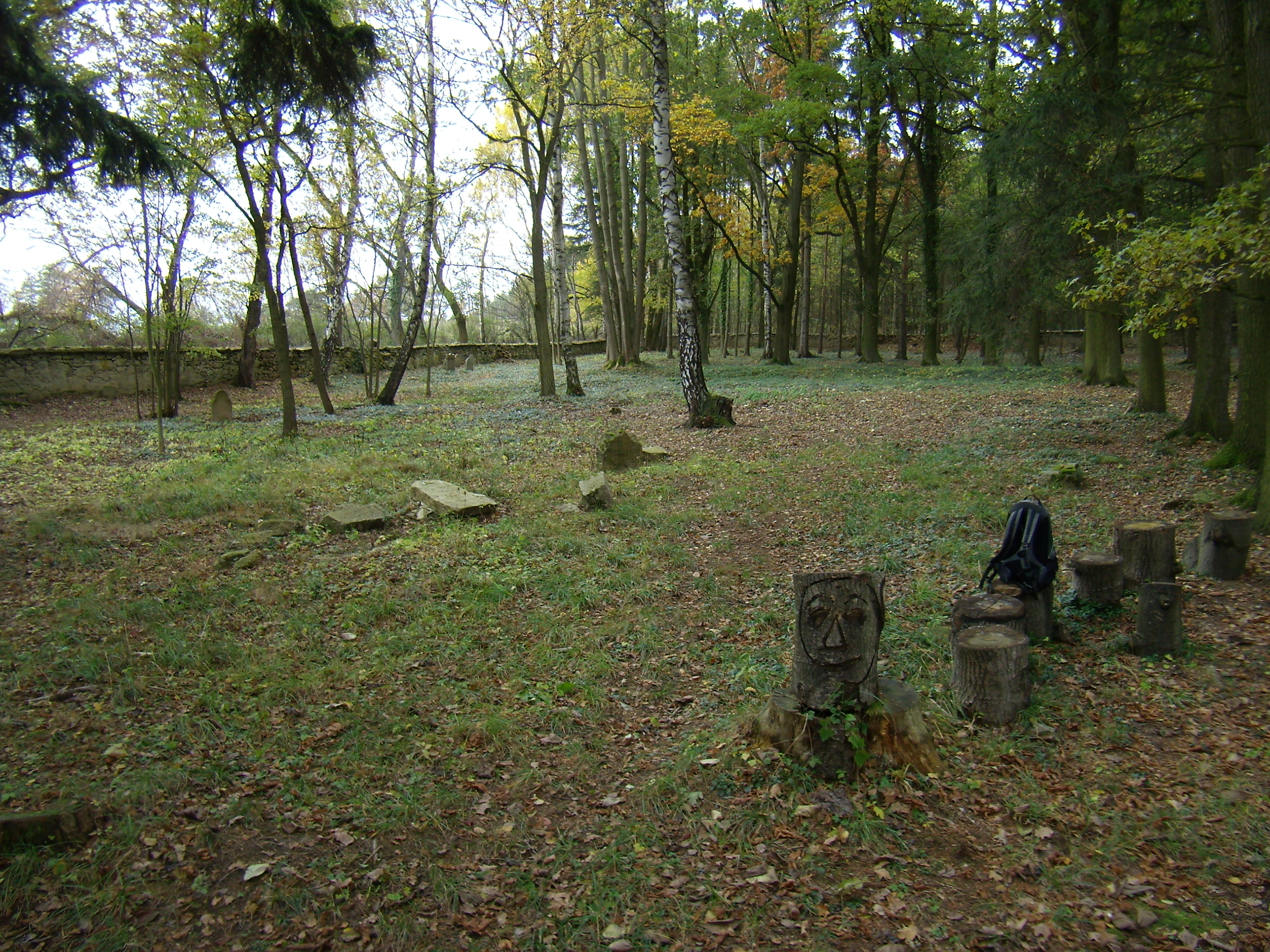
Jüdischer Friedhof
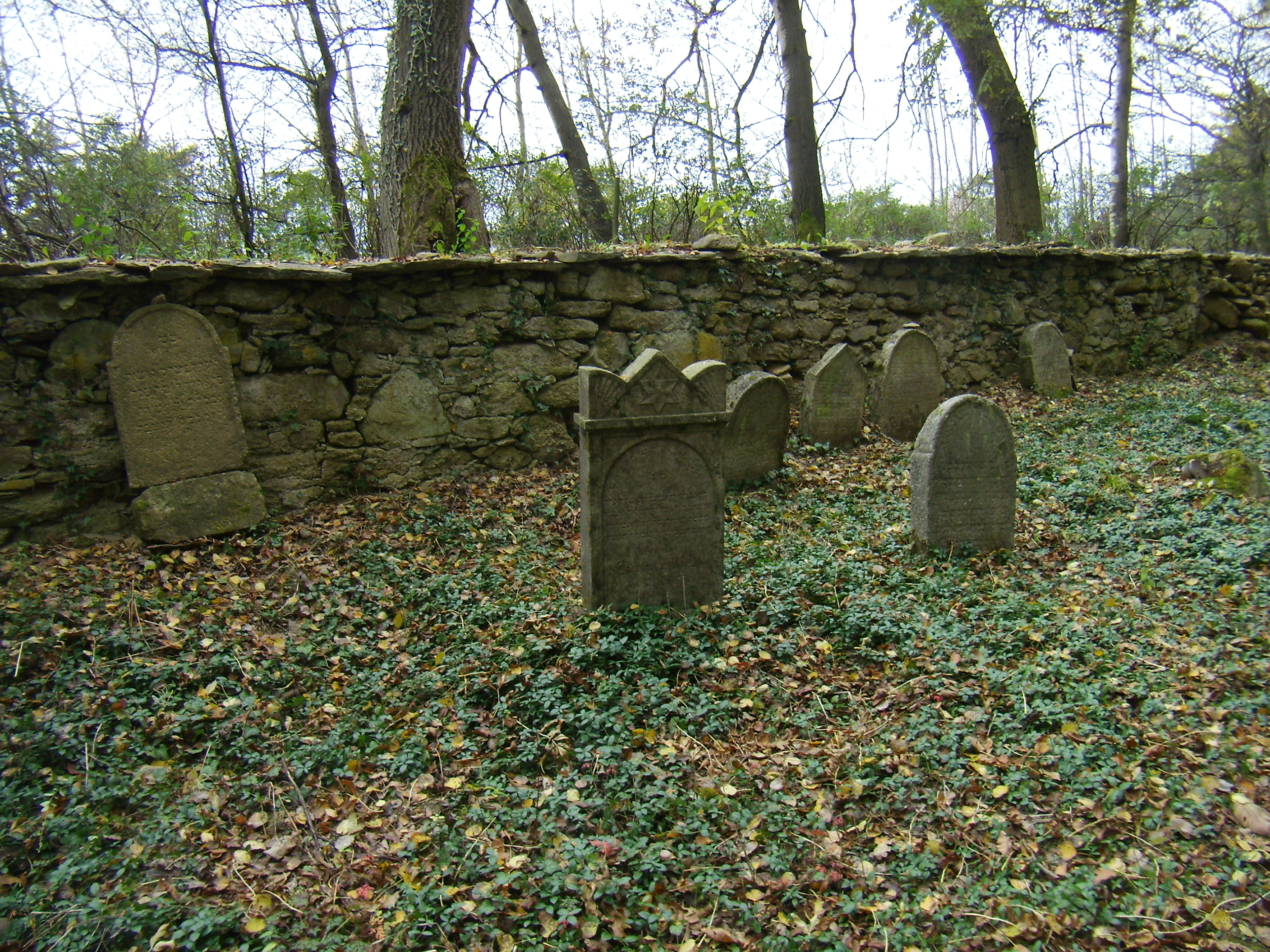
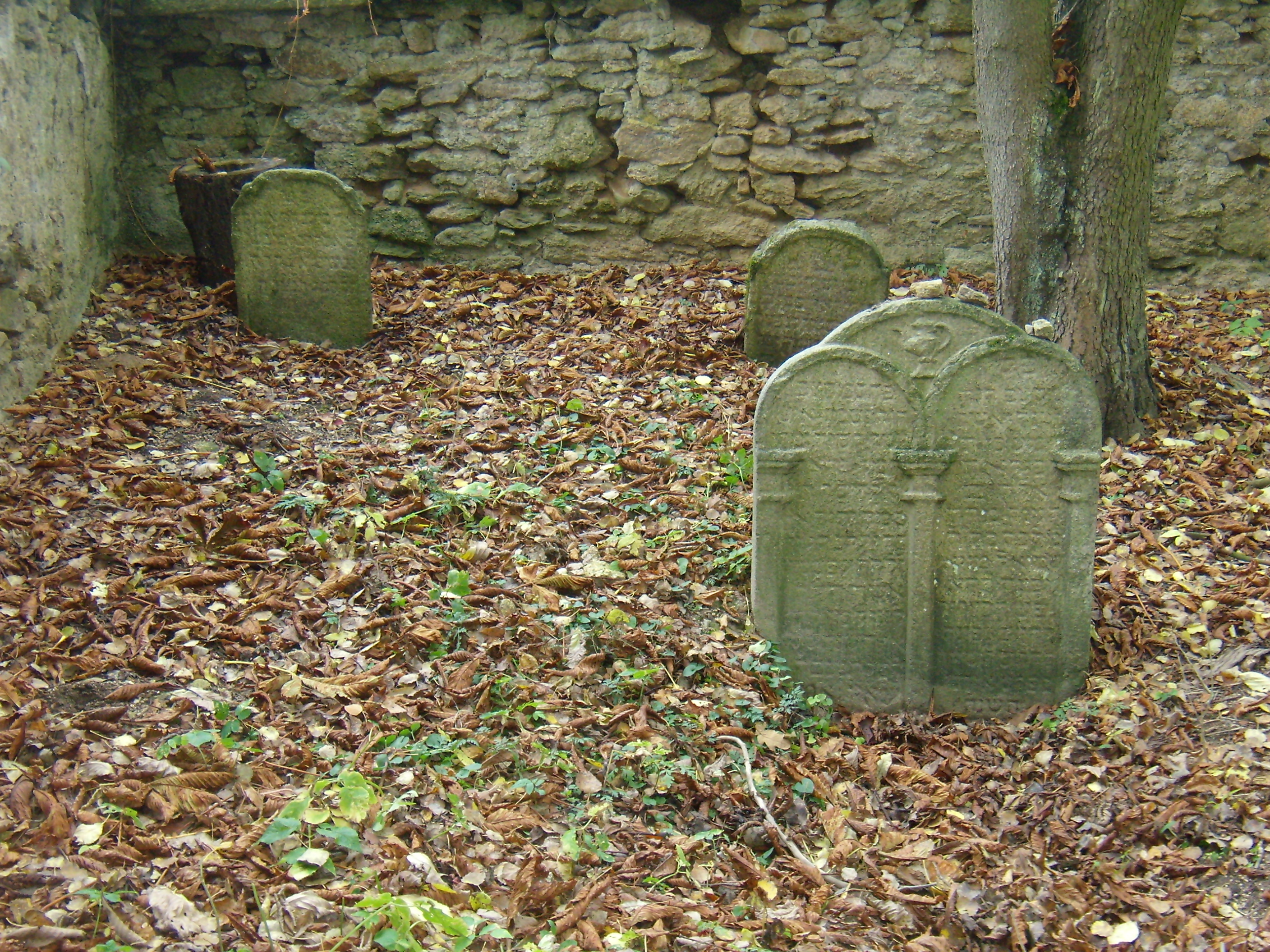

- Der bis 1945 als „Teufelsstein“ bezeichnete Findling ist weitgehend in Vergessenheit geraten. Er liegt fast unzugänglich, von Hecken umwachsen, in der Nähe von Souměř bei dem fast völlig trockengelegten Himmelweiher. Dieser Findling mit eingearbeiteten Kuhlen diente wahrscheinlich in vorchristlicher Zeit zu heidnischen Kultzwecken.

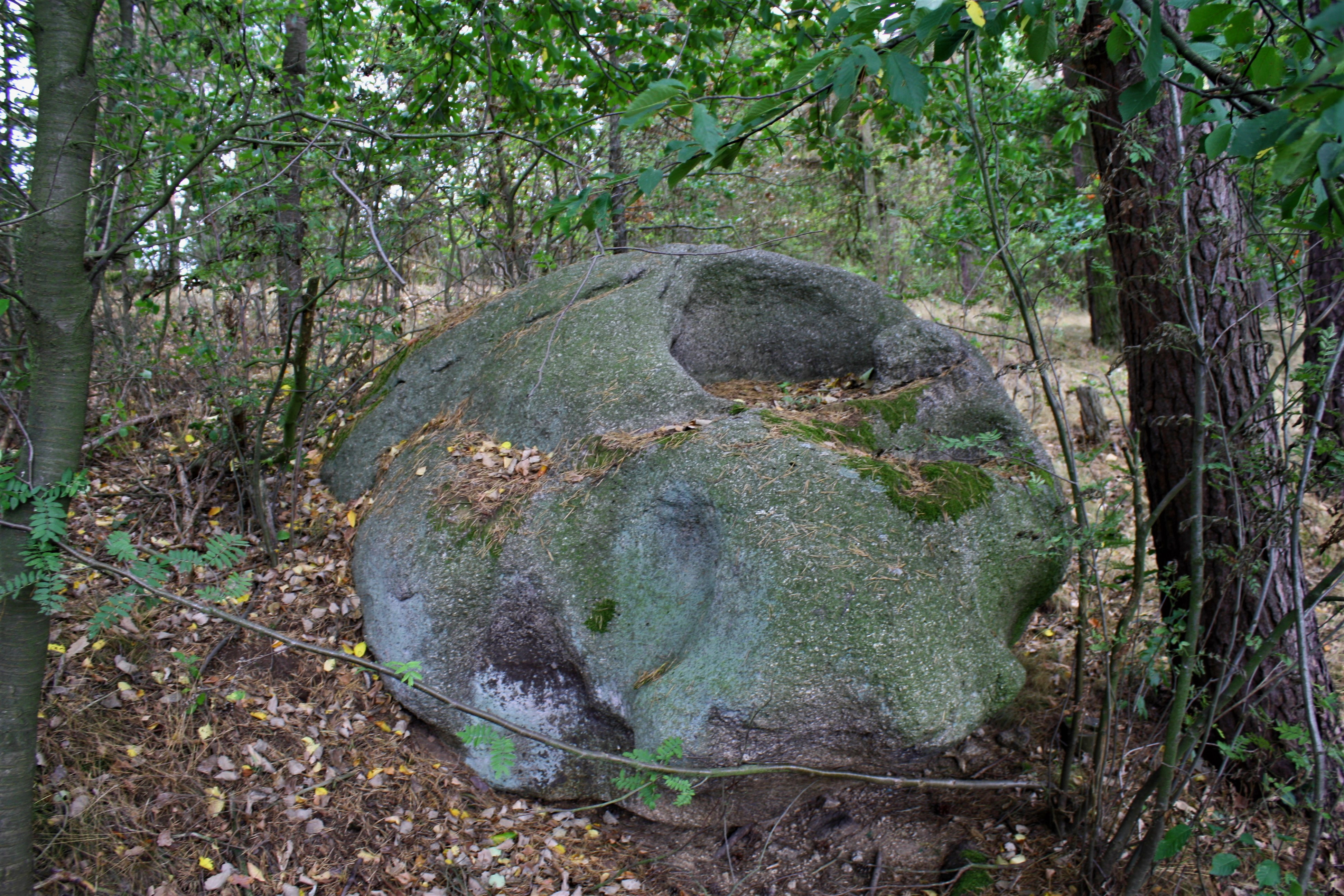
Teufelstein